# 马路东街道
马路东街道，是中华人民共和国河北省张家口桥东区下辖的一个街道。实际上由张家口经济开发区管辖。

## 行政区划
马路东街道下辖以下地区：
燕兴社区、纬一路社区和福源里社区。